# Gran Premio motociclistico di Germania 1975
Il Gran Premio motociclistico di Germania fu il quarto appuntamento del motomondiale 1975.
Si svolse l'11 maggio 1975 ad Hockenheim. Erano in programma tutte le categorie.
In 500 Giacomo Agostini ottenne la vittoria su Phil Read, penalizzato da un'uscita di pista. "Ago" si era dovuto ritirare in 350 per problemi meccanici: vinse Johnny Cecotto.
Walter Villa partì male nella gara della 250 (rischiando anche la collisione con un altro concorrente) per poi risalire fino alla prima posizione, che mantenne fino al traguardo. Seconda l'altra Harley-Davidson, quella di Michel Rougerie, e ritirato Cecotto (scontratosi con un altro pilota).
Seconda doppietta Morbidelli in 125.
Quindicesima vittoria in un GP della 50 per Ángel Nieto.
Nei sidecar Rolf Biland ottenne la sua prima vittoria iridata, stabilendo con i suoi 24 anni e 40 giorni il record di più giovane vincitore di un GP della categoria.

## Classe 500

### Arrivati al traguardo
| Pos. | Pilota               | Moto      | Tempo     | Punti |
| ---- | -------------------- | --------- | --------- | ----- |
| 1    | Giacomo Agostini     | Yamaha    | 46' 32" 1 | 15    |
| 2    | Phil Read            | MV Agusta | +3" 9     | 12    |
| 3    | Teuvo Länsivuori     | Suzuki    | +28" 3    | 10    |
| 4    | Hideo Kanaya         | Yamaha    | +54" 6    | 8     |
| 5    | Stan Woods           | Suzuki    | +1' 33" 2 | 6     |
| 6    | Dieter Braun         | Yamaha    | +2' 08" 2 | 5     |
| 7    | Christian Léon       | König     | +1 giro   | 4     |
| 8    | Alex George          | Yamaha    | +1 giro   | 3     |
| 9    | Eduardo Celso-Santos | Yamaha    | +1 giro   | 2     |
| 10   | Jack Findlay         | Yamaha    | +1 giro   | 1     |
| 11   | Marcel Ankoné        | Suzuki    | +1 giro   |       |
| 12   | John Newbold         | Suzuki    | +1 giro   |       |
| 13   | Helmut Kassner       | Yamaha    | +1 giro   |       |
| 14   | Reinhard Hiller      | König     | +1 giro   |       |
| 15   | Cliff Carr           | Yamaha    | +1 giro   |       |
| 16   | Patrick Pons         | Yamaha    | +1 giro   |       |
| 17   | Florian Bürki        | Yamaha    | +1 giro   |       |
| 18   | Peter Schrötges      | Yamaha    | +1 giro   |       |
| 19   | Edmund Czihak        | König     | +1 giro   |       |
| 20   | Pekka Nurmi          | Yamaha    | +1 giro   |       |
| 21   | Hans-Otto Butenuth   | Yamaha    | +1 giro   |       |
| 22   | Walter Kaletsch      | Yamaha    | +2 giri   |       |
| 23   | Egid Schwemmer       | Suzuki    | +2 giri   |       |

### Ritirati
| Pilota            | Moto            | Motivo ritiro                            |
| ----------------- | --------------- | ---------------------------------------- |
| Mimmo Cazzaniga   | Harley-Davidson |                                          |
| Michel Rougerie   | Harley-Davidson |                                          |
| Ruedi Keller      | Yamaha          |                                          |
| Ulrich Eickmeyer  | König           |                                          |
| Horst Lahfeld     | König           |                                          |
| Peter McKinley    | Yamaha          |                                          |
| Félix Harzenmoser | Yamaha          |                                          |
| John Cowie        | Yamaha          |                                          |
| Barry Sheene      | Suzuki          |                                          |
| Les Kenny         | Yamaha          |                                          |
| Bernard Fau       | Yamaha          |                                          |
| Charlie Williams  | Maxton-Yamaha   |                                          |
| Armando Toracca   | MV Agusta       | rottura della calotta dello spinterogeno |
| Karl Auer         | Yamaha          |                                          |
| Steve Ellis       | Yamaha          |                                          |
| Ernst Hiller      | König           |                                          |
| Max Wiener        | Rotax           |                                          |

## Classe 350
40 piloti alla partenza, 20 al traguardo.

### Arrivati al traguardo
| Pos. | Pilota          | Moto          | Tempo     | Punti |
| ---- | --------------- | ------------- | --------- | ----- |
| 1    | Johnny Cecotto  | Yamaha        | 47' 52" 6 | 15    |
| 2    | Dieter Braun    | Yamaha        | +22" 8    | 12    |
| 3    | Pentti Korhonen | Yamaha        | +1' 16"   | 10    |
| 4    | Philippe Coulon | Yamaha        | +1' 22" 2 | 8     |
| 5    | Hans Stadelmann | Yamaha        | +1' 22" 7 | 6     |
| 6    | Karl Auer       | Yamaha        | +1' 24" 9 | 5     |
| 7    | Chas Mortimer   | Maxton-Yamaha | +1' 25" 3 | 4     |
| 8    | Alex George     | Yamaha        | +1' 30" 2 | 3     |
| 9    | Les Kenny       | Yamaha        | +1' 41" 8 | 2     |
| 10   | Peter McKinley  | Yamaha        | +1' 44"   | 1     |

### Ritirati
| Pilota              | Moto            | Motivo ritiro          |
| ------------------- | --------------- | ---------------------- |
| Patrick Pons        | Yamaha          |                        |
| Víctor Palomo       | SMAC-Yamaha     |                        |
| Jean-François Baldé | Yamaha          |                        |
| Gérard Dillman      | Yamaha          |                        |
| Thierry Tchernine   | Yamaha          |                        |
| Tom Herron          | Yamaha          |                        |
| Hideo Kanaya        | Yamaha          |                        |
| Giacomo Agostini    | Yamaha          | rottura di una candela |
| Gérard Choukroun    | Yamaha          |                        |
| Walter Villa        | Harley-Davidson |                        |

## Classe 250
40 piloti alla partenza, 23 al traguardo.

### Arrivati al traguardo
| Pos. | Pilota              | Moto            | Tempo     | Punti |
| ---- | ------------------- | --------------- | --------- | ----- |
| 1    | Walter Villa        | Harley-Davidson | 47' 10" 8 | 15    |
| 2    | Michel Rougerie     | Harley-Davidson | +47" 2    | 12    |
| 3    | Víctor Palomo       | SMAC-Yamaha     | +1' 04" 1 | 10    |
| 4    | Leif Gustafsson     | Yamaha          | +1' 04" 4 | 8     |
| 5    | Patrick Pons        | Yamaha          | +1' 16" 8 | 6     |
| 6    | Edmar Ferreira      | Yamaha          | +1' 26" 5 | 5     |
| 7    | Bruno Kneubühler    | Yamaha          | +1' 26" 7 | 4     |
| 8    | Dieter Braun        | Yamaha          | +1' 27" 7 | 3     |
| 9    | Horst Lahfeld       | Yamaha          | +1' 41" 6 | 2     |
| 10   | Jean-François Baldé | Yamaha          | +1' 42" 3 | 1     |
| 11   | Tapio Virtanen      | MZ              |           |       |
| 12   | Harald Merkl        | Yamaha          |           |       |

### Ritirati
| Pilota         | Moto   | Motivo ritiro |
| -------------- | ------ | ------------- |
| Ikujiro Takai  | Yamaha | grippaggio    |
| Johnny Cecotto | Yamaha | caduta        |

## Classe 125
40 piloti alla partenza, 26 al traguardo.

### Arrivati al traguardo
| Pos. | Pilota             | Moto       | Tempo     | Punti |
| ---- | ------------------ | ---------- | --------- | ----- |
| 1    | Paolo Pileri       | Morbidelli | 44' 18" 9 | 15    |
| 2    | Pier Paolo Bianchi | Morbidelli | +0" 1     | 12    |
| 3    | Kent Andersson     | Yamaha     | +1' 26" 6 | 10    |
| 4    | Leif Gustafsson    | Yamaha     | +1' 49" 6 | 8     |
| 5    | Henk van Kessel    | AGV-Condor | +1' 59" 8 | 6     |
| 6    | Bruno Kneubühler   | Yamaha     | +2' 08" 1 | 5     |
| 7    | Gert Bender        | Bender     | +2' 20" 5 | 4     |
| 8    | Horst Seel         | Seel       | +2' 33" 8 | 3     |
| 9    | Rolf Thiele        | Maico      | +2' 35" 8 | 2     |
| 10   | Eugenio Lazzarini  | Piovaticci | +2' 37" 7 | 1     |

## Classe 50
40 piloti alla partenza, 24 al traguardo.

### Arrivati al traguardo
| Pos. | Pilota               | Moto       | Tempo     | Punti |
| ---- | -------------------- | ---------- | --------- | ----- |
| 1    | Ángel Nieto          | Kreidler   | 32' 32" 2 | 15    |
| 2    | Eugenio Lazzarini    | Piovaticci | +7" 1     | 12    |
| 3    | Juliaan Vanzeebroeck | Kreidler   | +23" 3    | 10    |
| 4    | Herbert Rittberger   | Kreidler   | +24" 0    | 8     |
| 5    | Rudolf Kunz          | Kreidler   | +32" 8    | 6     |
| 6    | Stefan Dörflinger    | Kreidler   | +44" 8    | 5     |
| 7    | Gerhard Thurow       | Kreidler   | +46" 3    | 4     |
| 8    | Jan Bruins           | Kreidler   | +1' 28" 5 | 3     |
| 9    | Ingo Emmerich        | Kreidler   | +1' 36" 9 | 2     |
| 10   | Hans-Jürgen Hummel   | Kreidler   | +1' 53" 8 | 1     |
| 11   | Cees van Dongen      | Kreidler   |           |       |
| 12   | Gerrit Strikker      | Kreidler   |           |       |
| 13   | Jan Huberts          | Kreidler   |           |       |

## Classe sidecar
Per le motocarrozzette si trattò della 158ª gara effettuata dall'istituzione della classe nel 1949; si sviluppò su 18 giri, per una percorrenza di 122,184 km.
Pole position di Rolf Biland/Freddy Freiburghaus (Seymaz-Yamaha); giro più veloce dello stesso equipaggio in 2' 34" 3 a 158,390 km/h.

### Arrivati al traguardo
| Pos | Pilota            | Passeggero          | Moto          | Tempo     | Punti |
| --- | ----------------- | ------------------- | ------------- | --------- | ----- |
| 1   | Rolf Biland       | Freddy Freiburghaus | Seymaz-Yamaha | 46' 56" 4 | 15    |
| 2   | Werner Schwärzel  | Andreas Huber       | König         | +50" 5    | 12    |
| 3   | Rolf Steinhausen  | Josef Huber         | Busch-König   |           | 10    |
| 4   | Siegfried Schauzu | Wolfgang Kalauch    | ARO-Fath      |           | 8     |
| 5   | Herbert Haller    | Siegfried Neumann   | König         |           | 6     |
| 6   | Otto Haller       | Erich Haselbeck     | BMW           |           | 5     |
| 7   | Gerry Boret       | Nigel Boret         | Renwick-König |           | 4     |
| 8   | Heinz Thevissen   | Lorenzo Puzo        | König         |           | 3     |
| 9   | Ernst Trachsel    | Christian Graf      | TTM-Suzuki    |           | 2     |
| 10  | Herbert Prügl     | Johann Kußberger    | König         |           | 1     |

## Fonti e bibliografia
- La Stampa, 11 maggio 1975, pag. 16 e 12 maggio 1975, pag. 14
- El Mundo Deportivo, 12 maggio 1975, pag. 46
- "Motor" n° 20 del 16 maggio 1975, pagg. 1002-1004, su motorracehistorie.nl. URL consultato il 30 giugno 2013 (archiviato dall'url originale il 25 ottobre 2013).
- Risultati della 500 su autosport.com, su autosport.com.